# Zelená vdova
Zelená vdova je manželka muže, který ji dokáže hmotně a finančně zabezpečit, tudíž není výdělečně činná a tak zůstává ženou v domácnosti. 
Jejich označení vzniklo podle zeleně, která obklopuje satelitní městečka, ve kterých žijí. Označení vdova pak symbolizuje to, že žijí většinu času samy bez manžela. 
Zelené vdovy jsou odloučeny od společnosti, většinu času tráví osamocené a podle odborníků trpí častěji depresemi a úzkostmi. Kromě péče o domácnost a děti je jejich úlohou reprezentovat svého úspěšného muže. Rozvodost v těchto rodinách je až o třetinu vyšší než v běžné populaci. Společnost situaci těchto žen nechápe, lidé se domnívají, že mohou pracovat, věnovat se charitativní činnosti, nebo mohou trávit čas nějakou zájmovou činností.

## V literatuře a filmu
- Stepfordské paničky (1972) – hororový román spisovatele Ira Levina o dokonalých zelených vdovách, jejichž jediným životním cílem je spokojená rodina a dokonale fungující domácnost, perfektně uklizený dům a posekaný trávník před domem. Román končí šokující pointou:  Stepfordské paničky jsou roboti, kteří vypadají stejně jako původní živé manželky, manželky, které byly zabity a jejich životní úlohu nahradil dokonalý robot, to vše se souhlasem jejich manželů. Nelze to ovšem brát doslova, možná se jedná jen o schizofrenní představy hlavní hrdinky.
- Zoufalé manželky (2004–2012) – americký televizní seriál, který snad nejvíce proslavil zelené vdovy.